# Dragan Skrbic
Dragan Škrbić (Kula, 29 de setembro de 1968) é  um ex-handebolista profissional sérvio.
Foi eleito melhor do mundo pela IHF em 2000.